# Kagna Magassa
Kagna Magassa (auch: Kagna Dan Magaram, Kagna Germari, Kangna Dan Magaram, Kanya Magaram) ist ein Dorf in der Landgemeinde Kolléram in Niger.

## Geographie
Das von einem traditionellen Ortsvorsteher (chef traditionnel) geleitete Dorf befindet sich rund vier Kilometer nordwestlich des Hauptorts Kolléram der gleichnamigen Landgemeinde, die zum Departement Mirriah in der Region Zinder gehört. Zu weiteren Siedlungen in der Umgebung von Kagna Magassa zählen Kandari im Norden, Kagna Djéka Fada im Osten, Baouchéri und Garin Gona im Süden sowie Rimi Rimi im Südwesten.
Es herrscht das Klima der Sahelzone vor, mit einer durchschnittlichen jährlichen Niederschlagsmenge zwischen 300 und 400 mm.

## Bevölkerung
Bei der Volkszählung 2012 hatte Kagna Magassa 461 Einwohner, die in 76 Haushalten lebten. Bei der Volkszählung 2001 betrug die Einwohnerzahl 155 in 28 Haushalten und bei der Volkszählung 1988 belief sich die Einwohnerzahl auf 12 in 2 Haushalten.

## Wirtschaft und Infrastruktur
Es gibt eine Schule im Dorf. Die asphaltierte Nationalstraße 1, die längste Fernstraße Nigers, führt durch Kagna Magassa. Hier zweigt die 3,59 Kilometer lange Route 760 nach Baouchéri ab, eine wenig ausgebaute Landstraße.